# Михайловський сільський округ (Железинський район)
Миха́йловський сільський округ (каз. Михайловка ауылдық округі, рос. Михайловский сельский округ) — адміністративна одиниця у складі Железинського району Павлодарської області Казахстану. Адміністративний центр — село Михайловка.
Населення — 1805 осіб (2021; 2344 у 2009, 3806 у 1999, 5663 у 1989).
Станом на 1989 рік існувала Михайловська сільська рада (села Благодатне, Красновка, Минколь, Михайловка, Петропавловка). 2018 року було ліквідовано село Благодатне.

## Склад
До складу округу входять такі населені пункти:
| Населений пункт            | Старі назви | Населення, осіб (1989) | Населення, осіб (1999) | Населення, осіб (2009) | Населення, осіб (2021) |
| -------------------------- | ----------- | ---------------------- | ---------------------- | ---------------------- | ---------------------- |
| Благодатне, село           | -           | 269                    | 193                    | 55                     | -                      |
| Кизилтуз, станційне селище | -           | 55                     | -                      | -                      | -                      |
| Красновка, село            | -           | 299                    | 266                    | 165                    | 60                     |
| Минколь, село              | -           | 706                    | 582                    | 418                    | 330                    |
| Михайловка, село           | -           | 3744                   | 2313                   | 1376                   | 1192                   |
| Петропавловка, село        | -           | 590                    | 452                    | 330                    | 223                    |